# Park Ridge (Illinois)
Park Ridge es una ciudad ubicada en el condado de Cook en el estado estadounidense de Illinois. En el Censo de 2010 tenía una población de 37.480 habitantes y una densidad poblacional de 2.028,47 personas por km².

## Geografía
Park Ridge se encuentra ubicada en las coordenadas 42°0′42″N 87°50′36″O / 42.01167, -87.84333. Según la Oficina del Censo de los Estados Unidos, Park Ridge tiene una superficie total de 18.48 km², de la cual 18.36 km² corresponden a tierra firme y (0.62%) 0.11 km² es agua.

## Demografía
Según el censo de 2010, había 37480 personas residiendo en Park Ridge. La densidad de población era de 2.028,47 hab./km². De los 37480 habitantes, Park Ridge estaba compuesto por el 93.42% blancos, el 0.47% eran afroamericanos, el 0.08% eran amerindios, el 3.74% eran asiáticos, el 0.01% eran isleños del Pacífico, el 0.97% eran de otras razas y el 1.31% pertenecían a dos o más razas. Del total de la población el 4.73% eran hispanos o latinos de cualquier raza.